# Baúles
Baúles (em francês: baoulés; em baúle: bawule) são um subgrupo dos acãs e habitam a Costa do Marfim, entre os rios Comoé e Bandana. Se separaram dos axantes no século XVIII e são famosos como escultores em madeira.